# Berga-Tuna
Berga-Tuna är en herrgård i Nyköpings kommun, Södermanland. Godset ligger en mil väster om Nyköping i Tuna och Lunda socknar och har en areal om 1 100 hektar, varav 575 hektar skogsmark och 460 hektar odlad och betesmark. Den nuvarande huvudbyggnaden av sten i karolinsk stil stod färdig omkring år 1734, och har sedan byggts om 1849 och 1910.

## Historia
Fornlämningar i området visar att trakten varit bebodd sedan bronsåldern. Nära gården finns en hällristning från bronsåldern föreställande bland annat fyra skepp. Från yngre järnåldern finns cirka 102 gravar.
Berga-Tuna skänktes 1626 av Gustav II Adolf till myntmästaren Marcus Kock. Denne sålde 1638 och 1642 godset till Erik Ryning. Sistnämnda år blev Berga-Tuna säteri, varvid byarna Krasta, Svansta och Urskäla avhystes för att läggas under säteriet. Bland senare ägare kan nämnas riksrådet landshövding Leonard Ribbing (död 1687), brukspatron Gerhard von Berchner, riksrådet Fredric Ulric Sparre (död 1777) samt släkterna af Zellén och Ammilon. Sedan Adolf Anders Johan Ammilon köpte Berga-Tuna 1849 har egendomen gått i arv, men är numera inom släkten Odelberg.

## Naturreservat

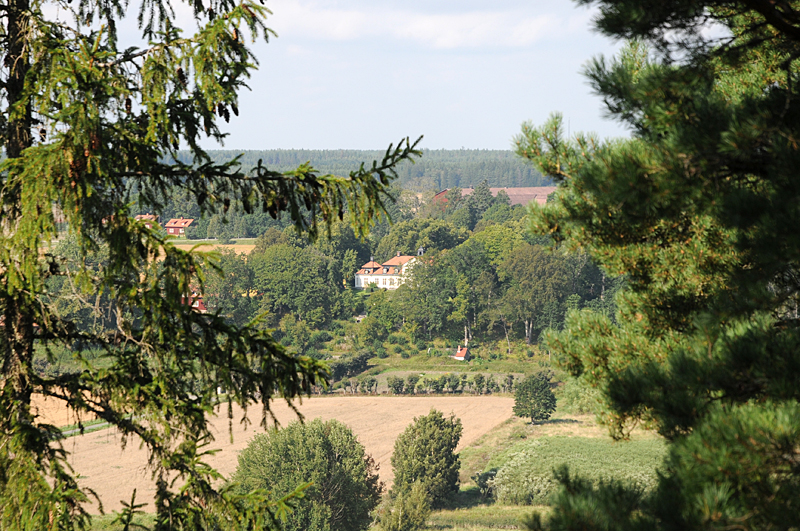
Vy över Berga-Tuna från naturreservatet

Berga Kulle naturreservat bildades 2003 på Berga-Tunas marker. Reservatet är 32 hektar stort och ligger i bergigt skogsområde med inslag av västlig taiga. I området finns mycket gammal barrskog, med träd upp till 300 år gamla vilka tilldrar sig ovanliga arter av mossa och lavar samt insekter.
Området är tillgängligt för allmänheten.